# Archidiakon (Orthodoxie)

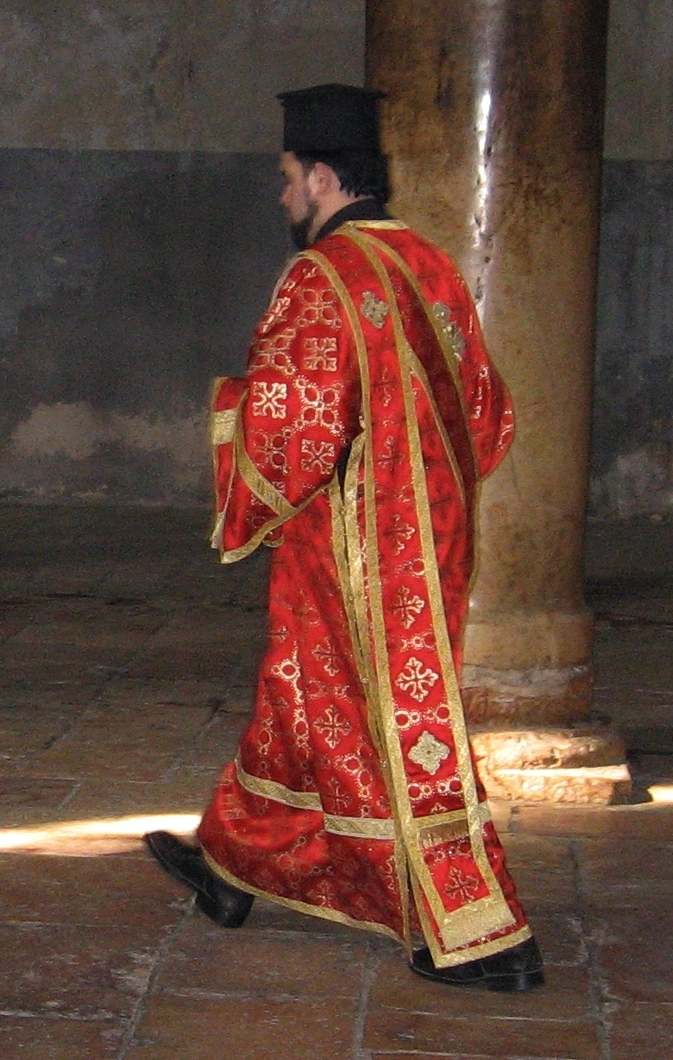
Griechisch-Orthodoxer Diakon

Als Archidiakon (griech. archi- ‚erz-‘ und diakonos ‚Diener, Helfer‘) wird in der Orthodoxie und in den unierten Kirchen ein Diakon mit Sonderaufgaben bezeichnet.

## Erklärung
Seine Aufgabe ist es, dem Bischof bei seinen täglichen Aufgaben, wie etwa als Assistent in der Liturgie oder in den anfallenden Verwaltungstätigkeiten zur Seite zu stehen. Bei den Reisen des Bischofs begleitet er diesen und fungiert im Hintergrund als Bischofssekretär oder Kammerdiener. Damit hilft er dem Bischof, den anstrengenden Tagesablauf mit dem monastischen Leben in Einklang zu bringen. Zur Liturgie trägt der Archidiakon ein Orarion, das doppelt so lang wie üblich geschnitten ist und über den rechten Arm gelegt wird und von der linken Schulter hängt. Er kann sowohl aus dem monastischen Klerus stammen oder auch verheiratet sein.